# Sixten Larsson
Pour les articles homonymes, voir Larsson.
Sixten Larsson (né le 31 juillet 1918 et mort le 3 février 1995) est un athlète suédois, spécialiste du 400 mètres haies. 

## Biographie
Il remporte la médaille d'argent du 400 m haies lors des championnats d'Europe de 1946, à Oslo, devancé par le Finlandais Bertel Storskrubb.

### Palmarès
| Date | Compétition           | Lieu | Résultat | Épreuve     | Performance |
| ---- | --------------------- | ---- | -------- | ----------- | ----------- |
| 1946 | Championnats d'Europe | Oslo | 2e       | 400 m haies | 52 s 4      |

### Records
| Épreuve     | Performance | Lieu | Date |
| ----------- | ----------- | ---- | ---- |
| 400 m haies |             |      |      |